# 12e étape du Tour d'Espagne 2013
La 12e étape du Tour d'Espagne 2013 s'est déroulée le jeudi 5 septembre 2013, entre Maella et Tarragone sur une distance de 164,2 km.

## Résultats

### Classement de l'étape
| Classement de la 12e étape | Classement de la 12e étape  | Classement de la 12e étape | Classement de la 12e étape | Classement de la 12e étape |
|                            | Coureur                     | Pays                       | Équipe                     | Temps                      |
| -------------------------- | --------------------------- | -------------------------- | -------------------------- | -------------------------- |
| 1er                        | Philippe Gilbert            | Belgique                   | BMC Racing                 | en 4 h 3 min 44 s          |
| 2e                         | Edvald Boasson Hagen        | Norvège                    | Sky                        | m.t                        |
| 3e                         | Maximiliano Richeze         | Argentine                  | Lampre-Merida              | m.t                        |
| 4e                         | Luca Paolini                | Italie                     | Katusha                    | m.t                        |
| 5e                         | Gianni Meersman             | Belgique                   | Omega Pharma-Quick Step    | m.t                        |
| 6e                         | Francesco Lasca             | Italie                     | Caja Rural-Seguros RGA     | m.t                        |
| 7e                         | Steve Chainel               | France                     | AG2R La Mondiale           | m.t                        |
| 8e                         | Reinardt Janse van Rensburg | Afrique du Sud             | Argos-Shimano              | m.t                        |
| 9e                         | Anthony Roux                | France                     | FDJ.fr                     | m.t                        |
| 10e                        | Zakkari Dempster            | Australie                  | NetApp-Endura              | m.t                        |
| modifier                   |                             |                            |                            |                            |

### Points attribués
| Sprint intermédiaire de Cambrils (km 139) | Sprint intermédiaire de Cambrils (km 139) | Sprint intermédiaire de Cambrils (km 139) | Sprint intermédiaire de Cambrils (km 139) | Sprint intermédiaire de Cambrils (km 139) |
| ----------------------------------------- | ----------------------------------------- | ----------------------------------------- | ----------------------------------------- | ----------------------------------------- |
|                                           | Coureur                                   | Pays                                      | Équipe                                    | Point(s)                                  |
| 1er                                       | Cédric Pineau                             | France                                    | FDJ.fr                                    | 4                                         |
| 2e                                        | Fabricio Ferrari                          | Uruguay                                   | Caja Rural-Seguros RGA                    | 2                                         |
| 3e                                        | Romain Zingle                             | Belgique                                  | Cofidis                                   | 1                                         |
| modifier                                  |                                           |                                           |                                           |                                           |

| Sprint intermédiaire de PortAventura (km 149,2) | Sprint intermédiaire de PortAventura (km 149,2) | Sprint intermédiaire de PortAventura (km 149,2) | Sprint intermédiaire de PortAventura (km 149,2) | Sprint intermédiaire de PortAventura (km 149,2) |
| ----------------------------------------------- | ----------------------------------------------- | ----------------------------------------------- | ----------------------------------------------- | ----------------------------------------------- |
|                                                 | Coureur                                         | Pays                                            | Équipe                                          | Point(s)                                        |
| 1er                                             | Ivan Basso                                      | Italie                                          | Cannondale                                      | 4                                               |
| 2e                                              | Nicolas Roche                                   | Irlande                                         | Saxo-Tinkoff                                    | 2                                               |
| 3e                                              | Romain Zingle                                   | Belgique                                        | Cofidis                                         | 1                                               |
| modifier                                        |                                                 |                                                 |                                                 |                                                 |

| \| Classement de l'étape \| Classement de l'étape \| Classement de l'étape \| Classement de l'étape \| Classement de l'étape \| \| --------------------- \| --------------------------- \| --------------------- \| ----------------------- \| --------------------- \| \| \| Coureur \| Pays \| Équipe \| Point(s) \| \| 1er \| Philippe Gilbert \| Belgique \| BMC Racing \| 25 \| \| 2e \| Edvald Boasson Hagen \| Norvège \| Sky \| 20 \| \| 3e \| Maximiliano Richeze \| Argentine \| Lampre-Merida \| 16 \| \| 4e \| Luca Paolini \| Italie \| Katusha \| 14 \| \| 5e \| Gianni Meersman \| Belgique \| Omega Pharma-Quick Step \| 12 \| \| 6e \| Francesco Lasca \| Italie \| Caja Rural-Seguros RGA \| 10 \| \| 7e \| Steve Chainel \| France \| AG2R La Mondiale \| 9 \| \| 8e \| Reinardt Janse van Rensburg \| Afrique du Sud \| Argos-Shimano \| 8 \| \| 9e \| Anthony Roux \| France \| FDJ.fr \| 7 \| \| 10e \| Zakkari Dempster \| Australie \| NetApp-Endura \| 6 \| \| 11e \| Adrien Petit \| France \| Cofidis \| 5 \| \| 12e \| Mitchell Docker \| Australie \| Orica-GreenEDGE \| 4 \| \| 13e \| Robert Wagner \| Allemagne \| Belkin \| 3 \| \| 14e \| Tosh Van der Sande \| Belgique \| Lotto-Belisol \| 2 \| \| modifier \| \| \| \| \| |                             |                |                         |          |
| Classement de l'étape |                             |                |                         |          |
| | Coureur                     | Pays           | Équipe                  | Point(s) |
| 1er | Philippe Gilbert            | Belgique       | BMC Racing              | 25       |
| 2e | Edvald Boasson Hagen        | Norvège        | Sky                     | 20       |
| 3e | Maximiliano Richeze         | Argentine      | Lampre-Merida           | 16       |
| 4e | Luca Paolini                | Italie         | Katusha                 | 14       |
| 5e | Gianni Meersman             | Belgique       | Omega Pharma-Quick Step | 12       |
| 6e | Francesco Lasca             | Italie         | Caja Rural-Seguros RGA  | 10       |
| 7e | Steve Chainel               | France         | AG2R La Mondiale        | 9        |
| 8e | Reinardt Janse van Rensburg | Afrique du Sud | Argos-Shimano           | 8        |
| 9e | Anthony Roux                | France         | FDJ.fr                  | 7        |
| 10e | Zakkari Dempster            | Australie      | NetApp-Endura           | 6        |
| 11e | Adrien Petit                | France         | Cofidis                 | 5        |
| 12e | Mitchell Docker             | Australie      | Orica-GreenEDGE         | 4        |
| 13e | Robert Wagner               | Allemagne      | Belkin                  | 3        |
| 14e | Tosh Van der Sande          | Belgique       | Lotto-Belisol           | 2        |
| modifier |                             |                |                         |          |

### Cols et côtes
| \| Alto del Collet (km 90) 3e catégorie \| Alto del Collet (km 90) 3e catégorie \| Alto del Collet (km 90) 3e catégorie \| Alto del Collet (km 90) 3e catégorie \| Alto del Collet (km 90) 3e catégorie \| \| ------------------------------------ \| ------------------------------------ \| ------------------------------------ \| ------------------------------------ \| ------------------------------------ \| \| \| Coureur \| Pays \| Équipe \| Point(s) \| \| 1er \| Romain Zingle \| Belgique \| Cofidis \| 3 \| \| 2e \| Fabricio Ferrari \| Uruguay \| Caja Rural-Seguros RGA \| 2 \| \| 3e \| Cédric Pineau \| Espagne \| FDJ.fr \| 1 \| \| modifier \| \| \| \| \| |                  |          |                        |          |
| Alto del Collet (km 90) 3e catégorie |                  |          |                        |          |
| | Coureur          | Pays     | Équipe                 | Point(s) |
| 1er | Romain Zingle    | Belgique | Cofidis                | 3        |
| 2e | Fabricio Ferrari | Uruguay  | Caja Rural-Seguros RGA | 2        |
| 3e | Cédric Pineau    | Espagne  | FDJ.fr                 | 1        |
| modifier |                  |          |                        |          |

## Classements à l'issue de l'étape

### Classement général
| Classement général | Classement général | Classement général | Classement général | Classement général |
|                    | Coureur            | Pays               | Équipe             | Temps              |
| ------------------ | ------------------ | ------------------ | ------------------ | ------------------ |
| 1er                | Vincenzo Nibali    | Italie             | Astana             | en 45 h 26 min 6 s |
| 2e                 | Nicolas Roche      | Irlande            | Saxo-Tinkoff       | + 31 s             |
| 3e                 | Alejandro Valverde | Espagne            | Movistar           | + 46 s             |
| 4e                 | Christopher Horner | États-Unis         | RadioShack-Leopard | + 46 s             |
| 5e                 | Joaquim Rodríguez  | Espagne            | Katusha            | + 2 min 33 s       |
| 6e                 | Domenico Pozzovivo | Italie             | AG2R La Mondiale   | + 2 min 44 s       |
| 7e                 | Ivan Basso         | Italie             | Cannondale         | + 2 min 52 s       |
| 8e                 | Thibaut Pinot      | France             | FDJ.fr             | + 3 min 35 s       |
| 9e                 | Rafał Majka        | Pologne            | Saxo-Tinkoff       | + 3 min 46 s       |
| 10e                | Daniel Moreno      | Espagne            | Katusha            | + 3 min 56 s       |
| modifier           |                    |                    |                    |                    |

### Classement par points
| Classement par points | Classement par points | Classement par points | Classement par points | Classement par points |
| --------------------- | --------------------- | --------------------- | --------------------- | --------------------- |
|                       | Coureur               | Pays                  | Équipe                | Point(s)              |
| 1er                   | Daniel Moreno         | Espagne               | Katusha               | 97 points             |
| 2e                    | Alejandro Valverde    | Espagne               | Movistar              | 90 pts                |
| 3e                    | Nicolas Roche         | Irlande               | Saxo-Tinkoff          | 89 pts                |
| modifier              |                       |                       |                       |                       |

### Classement du meilleur grimpeur
| Classement du meilleur grimpeur | Classement du meilleur grimpeur | Classement du meilleur grimpeur | Classement du meilleur grimpeur | Classement du meilleur grimpeur |
| ------------------------------- | ------------------------------- | ------------------------------- | ------------------------------- | ------------------------------- |
|                                 | Coureur                         | Pays                            | Équipe                          | Point(s)                        |
| 1er                             | Christopher Horner              | États-Unis                      | RadioShack-Leopard              | 18 points                       |
| 2e                              | Nicolas Roche                   | Irlande                         | Saxo-Tinkoff                    | 15 pts                          |
| 3e                              | Leopold König                   | Tchéquie                        | NetApp-Endura                   | 12 pts                          |
| modifier                        |                                 |                                 |                                 |                                 |

### Classement du combiné
| Classement du combiné | Classement du combiné | Classement du combiné | Classement du combiné | Classement du combiné |
| --------------------- | --------------------- | --------------------- | --------------------- | --------------------- |
|                       | Coureur               | Pays                  | Équipe                | Point(s)              |
| 1er                   | Nicolas Roche         | Irlande               | Saxo-Tinkoff          | 7 points              |
| 2e                    | Christopher Horner    | États-Unis            | RadioShack-Leopard    | 12 pts                |
| 3e                    | Alejandro Valverde    | Espagne               | Movistar              | 13 pts                |
| modifier              |                       |                       |                       |                       |

### Classement par équipes
| Classement par équipes | Classement par équipes | Classement par équipes | Classement par équipes |
|                        | Équipe                 | Pays                   | Temps                  |
| ---------------------- | ---------------------- | ---------------------- | ---------------------- |
| 1re                    | Astana                 | Kazakhstan             | en 135 h 30 min 45 s   |
| 2e                     | Saxo-Tinkoff           | Danemark               | + 33 s                 |
| 3e                     | Movistar               | Espagne                | + 3 min 7 s            |
| modifier               |                        |                        |                        |

## Abandon
- Geoffrey Soupe (FDJ.fr) : abandon